# Prowin

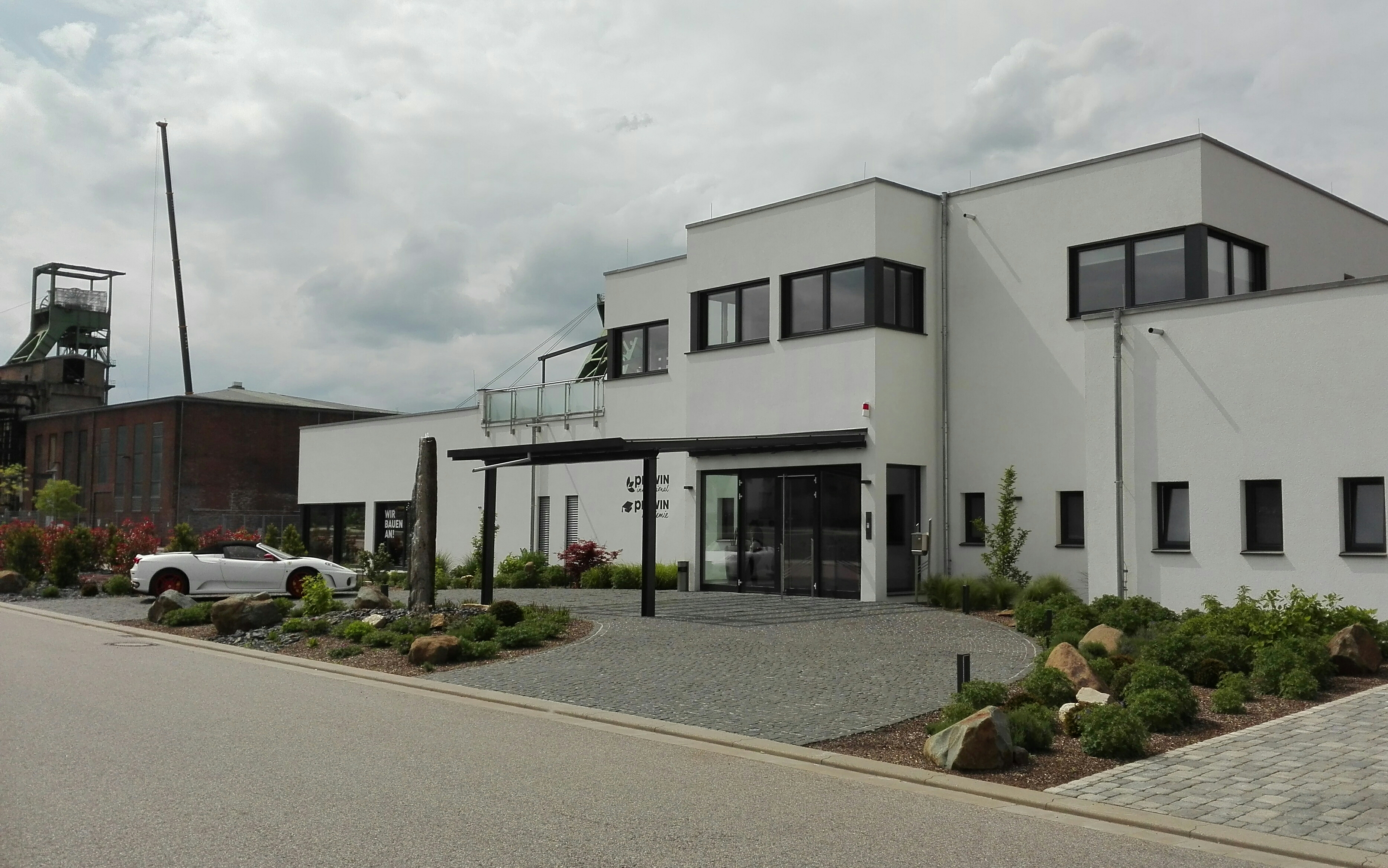
Die Prowin-Akademie (Bildungseinrichtung des Unternehmens Prowin) auf dem Gelände der ehemaligen Kohlegrube Reden in Landsweiler-Reden

Die Prowin Winter GmbH (Eigenschreibweise: proWIN) ist ein deutsches Network-Marketing-Unternehmen, das Reinigungsmittel, Wellness-Produkte und Tiernahrung (Hunde- und Katzenfutter) vertreibt.

## Unternehmensgeschichte
1995 wurde das Unternehmen von dem Ehepaar Gabi und Ingolf Winter sowie von Stefan Schäfer gegründet. Ein Jahr später wurde die Marke „Gabi Winter Natural Cosmetics – Naturkosmetik zur Pflege von Gesicht und Körper“ eingeführt. 2001 folgte die Einführung der Marke „WINvital“ – dem Vorgänger von „natural wellness“. 2003 traten die Söhne Sascha und Michael Winter in das Unternehmen ein.
2007 wurde die Marke „natural wellness“ eingeführt, ein Jahr später die Marke „Grüne Helden“ und wiederum ein Jahr später die Marke „best friends“.
2014 wurde Prowin gestartet. 2020 folgte die Digitalisierungsinitiative. Die Tochtergesellschaft Prowin Belgium PGmbH wurde 1995 gegründet. 1999 wurden Direktlieferungen sowie ein neues Vertriebskonzept eingeführt. 2015 erfolgte die Gründung von Prowin international France Sàrl, 2017 die Gründung der Prowin Nederland B.V. und 2020 der Prowin Italia Srl.

## Sportsponsoring
- Seit 2011 ist das Unternehmen Premiumpartner und Trikotpartner der Frauen-Fußballmannschaft des 1. FC Saarbrücken.[3]
- Seit 2012 engagiert sich Prowin auch beim FC Hertha Wiesbach.[4]
- Von 2013 bis 2016 war das Unternehmen Hauptsponsor beim VfR Aalen in der 2. Fußball-Bundesliga.
- 2016 kooperierte Prowin mit dem 1. FC Kaiserslautern in der 1. Fußball-Bundesliga.
- Seit 2016 besteht eine Partnerschaft mit dem Deutschen Handballbund, der Frauen-Handballnationalmannschaft[5] und TSG 1899 Hoffenheim.[6]
- Seit 2017 ist Prowin Businesspartner von Borussia Dortmund[7] und Sponsor bei den Weltcup-Skispringen der Frauen in Deutschland.[8]
- Seit 2021 ist das Unternehmen Premiumpartner der Herren-Fußballmannschaft des 1. FC Saarbrücken in der 3. Liga.[9]

## Kritik
Prowin gibt an, eine ökologisch nachhaltige, grüne Marke zu sein, und verspricht „maximale Wirkkraft bei maximaler Umweltschonung“. Das „ökologische Reinigungsmittel“ Prowin Alleskönner enthält biologisch schwer abbaubare Phosphate, was von einem ökologischen Bioreiniger nicht zu erwarten ist.